# Omidiyeh
Omīdīyeh (farsi امیدیه) è il capoluogo dello shahrestān di Omidiyeh, circoscrizione Centrale, nella provincia del Khūzestān. Aveva, nel 2006, una popolazione di 57.970 abitanti.